# Europees Onderzoeksnetwerk voor Territoriale Ontwikkeling en Cohesie
Het Europees Onderzoeksnetwerk voor Territoriale Ontwikkeling en Cohesie (voorheen het Europees Waarnemingsnetwerk voor Ruimtelijke Ordening genoemd), kortweg ESPON
(European Spatial Planning Observation Network), is een door de Europese Unie gefinancierd programma voor gerichte analyses en toegepast onderzoek dat gericht is op ondersteuning van het Europees beleid voor territoriale ontwikkeling in het kader van de doelstelling "Europese Territoriale Samenwerking" van het Cohesiebeleid van de Europese Unie. Het programma wordt medegefinancierd door het Europees Fonds voor Regionale Ontwikkeling - Interreg.
ESPON produceert vergelijkbare gegevens over territoriale trends met betrekking tot economische, sociale en milieu-aspecten met als doel het potentieel van regio´s, steden en grotere grondgebieden, alsmede de economische problemen waar zij mee te kampen hebben, in kaart te brengen. Daarnaast produceert het analyses en scenario's over de dynamiek van de ruimtelijke ontwikkeling en laat het zien hoe het ruimtelijk potentieel van functionele gebieden kan worden gebruikt om het concurrentievermogen van Europa te vergroten, de ruimtelijke samenwerking te verbeteren en duurzame en evenwichtige ruimtelijke ontwikkeling te bekomen.
Het huidige ESPON2020 programma wordt uitgevoerd door 28 lidstaten van de Europese Unie, aangevuld door IJsland, Liechtenstein, Noorwegen, Zwitserland en de Europese Commissie. Het netwerk is alsmede bedoeld om de samenwerking tussen de Europese Commissie, de afzonderlijke lidstaten, de onderzoeksinstituten en de betrokken overheden te bevorderen.